# Ruy Barbosa (ort)
Ruy Barbosa är en ort i Brasilien.   Den ligger i kommunen Ruy Barbosa och delstaten Bahia, i den östra delen av landet, 900 km öster om huvudstaden Brasília. Ruy Barbosa ligger 344 meter över havet och antalet invånare är 21 093.
Terrängen runt Ruy Barbosa är platt åt nordväst, men åt sydost är den kuperad. Det finns inga andra samhällen i närheten.
Omgivningarna runt Ruy Barbosa är huvudsakligen savann. Runt Ruy Barbosa är det ganska glesbefolkat, med 25 invånare per kvadratkilometer.